# Zielonka
Zielonka (pronunciat /ʑeˈlɔnka/) és una ciutat polonesa situada a 13 km al nord-est de Varsòvia que el 2013 tenia 17.398 habitants.

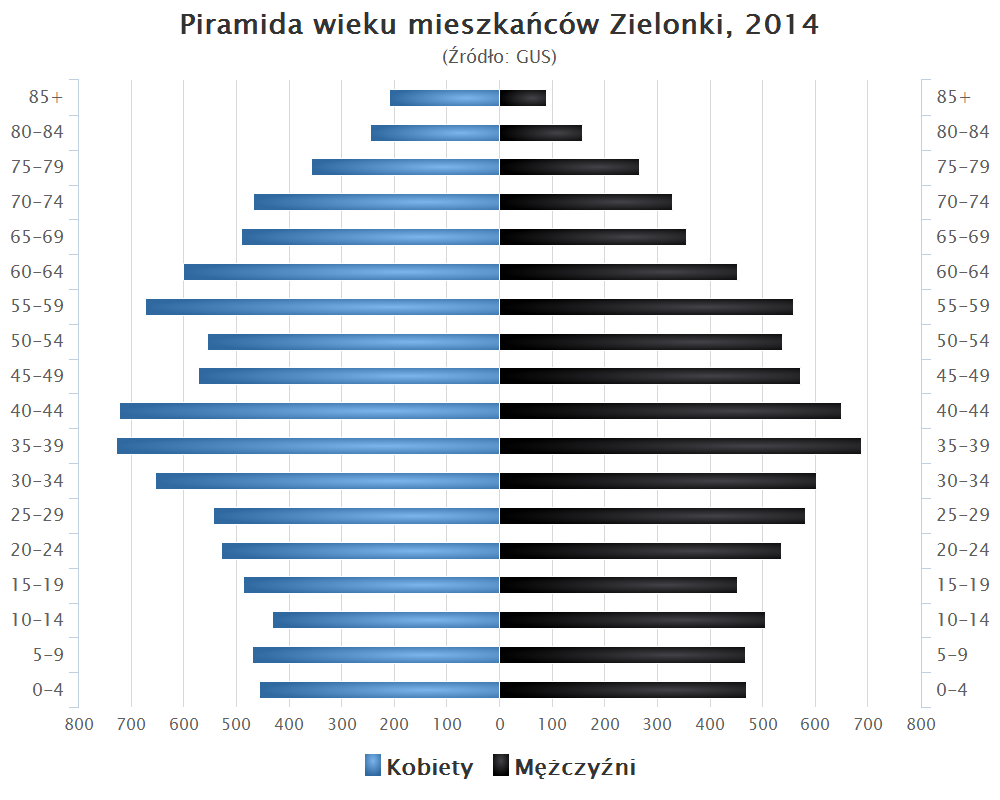
Piràmide de població de Zielonka